# Oh'laville
Oh'laville es una banda de rock alternativo, indie rock y blues rock originaria de Bogotá, Colombia. La banda fue fundada en el año 2009 y está compuesta por cuatro integrantes: Mateo Paris en la voz líder y guitarra, Andrés Toro en la guitarra y segundas voces, Andrés Sierra en el bajo y también segundas voces y Luis M Lizarralde en la batería. La música de Oh'laville se caracteriza por sus melodías rock, música folclórica mezclada con electrónica y elementos más modernos, además por la fusión de diferentes influencias, desde el pop más clásico hasta el rock alternativo y la música electrónica.

## Reseña biográfica
Mateo Paris, Andrés Toro, Andrés Sierra y Luis Lizarralde crecieron juntos en el mismo colegio, y la música los unió desde temprana edad. En 2011, decidieron grabar su primer disco de estudio, "Pedazos de Papel", el cual cuenta con 14 canciones y fue decorado con arte e ilustraciones de Katze Rubiano. El álbum recibió muy buenas críticas de la prensa local, la cual resaltó el sonido particular de Oh'laville y la coherencia con el arte de su disco y su edición especial, hecha a partir de retazos de papel. La canción "Mi Madriguera" fue su primera canción en hacer parte del Top 25 Radionica.
En 2013, Oh'laville lanzó una serie audiovisual titulada Tejidas las Nubes, compuesta por 8 episodios en vivo de su álbum Pedazos de Papel. El primero se tituló "Atrás de Todos", el segundo "No Tienes Nada". Posteriormente, lanzaron "Siempre camino por la orilla", grabado también en la Casa Teatrova, y así, entre febrero y agosto de 2013, lanzaron "Mil Dardos", "Nada se ha vencido", "Donde no se vean tus manos" y cerraron los capítulos con "Hojas Secas". Además, en ese mismo año, la banda fue seleccionada para ser parte del Festival Rock al Parque donde se presentó el 1 de julio de 2013 en el Escenario Bio, como también hizo parte del Festival Hermoso Ruido y del Festival Yavería. En ese mismo año obtuvo una nominación en los Premios Shock en la categoría Mejor Artista Mi Música. Para 2014, estuvo en el Festival South by Southwest (SXSW) en Austin, Texas, así como en el Festival Estéreo Picnic.
En 2015, Oh'laville lanzó su segundo álbum llamado "Anaranjado", el cual les permitió hacer giras nacionales y presentarse en México junto a Los Mesoneros. El álbum fue producido, grabado y mezclado por Francisco "Kiko" Castro y masterizado por Eduardo Bergallo en Argentina. El lanzamiento de este disco se dividió en dos partes, la primera de ellas en septiembre de 2014, donde lanzaron "Cielo" junto con otras cinco canciones, y posteriormente lanzaron la segunda parte del álbum. En cuanto a la parte gráfica, contaron con Juan Prieto como director de arte, Katze Rubiano como ilustradora y Santiago Sepúlveda como fotógrafo oficial. 
Después del álbum, en 2018 lanzaron un EP llamado "Un desfile de esqueletos", que incluía el sencillo "Magia negra". Posteriormente, el 17 de mayo de 2019 se lanza su tercer álbum llamado "Soles Negros", que tiene el fuego, la tierra, el agua y el aire son la base argumental del disco. De este disco, las primeras canciones son muy cálidas, como la parte uno de Anaranjado y las finales más oscuras, todas tienen una instrumentación distinta, unos sonidos más sólidos y una madurez musical que nos deja ver cómo les han servido los años recorridos
En 2022, se presentan en el Escenario Plaza de Rock al Parque.

## Discografía

### Álbumes de estudio
- Pedazos de Papel (2011)
- Anaranjado (2015)
- Soles Negros (2019)
- Aurora (2023)

### Sencillos y EP
- Anaranjado Pt.1 (2014)
- Un Desfile de Esqueletos (2016)
- Las Olas (2024)

### Álbumes en vivo
- Soles Negros en Vivo: Bogotá  (2020) - EP